# Перрісбург (містечко, Нью-Йорк)
Перрісбург (англ. Perrysburg) — місто (англ. town) в США, в окрузі Каттарогус штату Нью-Йорк. Населення — 1518 осіб (2020).

## Демографія
Згідно з переписом 2010 року, у місті мешкало 1626 осіб у 648 домогосподарствах у складі 425 родин. Було 736 помешкань
Расовий склад населення:
| - 93,4 % — білих - 4,1 % — корінних американців - 0,7 % — чорних або афроамериканців - 0,3 % — азіатів |

До двох чи більше рас належало 1,5 %. Частка іспаномовних становила 0,7 % від усіх жителів.
За віковим діапазоном населення розподілялося таким чином: 22,1 % — особи молодші 18 років, 60,1 % — особи у віці 18—64 років, 17,8 % — особи у віці 65 років та старші. Медіана віку мешканця становила 44,1 року. На 100 осіб жіночої статі у місті припадало 97,3 чоловіків;  на 100 жінок у віці від 18 років та старших — 96,0 чоловіків також старших 18 років.
Середній дохід на одне домашнє господарство  становив 68 195 доларів США (медіана — 55 000), а середній дохід на одну сім'ю — 76 849 доларів (медіана — 73 672). Медіана доходів становила 49 531 долар для чоловіків та 35 469 доларів для жінок. За межею бідності перебувало 12,1 % осіб, у тому числі 21,8 % дітей у віці до 18 років та 8,1 % осіб у віці 65 років та старших.
Цивільне працевлаштоване населення становило 710 осіб. Основні галузі зайнятості: освіта, охорона здоров'я та соціальна допомога — 27,6 %, виробництво — 12,0 %, публічна адміністрація — 11,7 %.